# Alexander Maass
Alexander Edvard August Friedrich Maass, Alex. Maass, född 3 april 1864 i Stockholm, död 9 februari 1942, var en svensk jägmästare och skogsvetare.
Maass blev student 1883 och utexaminerades från Skogsinstitutet 1887. Han blev extra jägmästare i Stockholms revir samma år. Efter att ha varit skogrättare vid Marma skogsskola och tjänstgjort i Österdalarnas revir studerade han 1897-1998 skogsmatematik vid Eberswalde forstakademi i Preussen och var 1898-1901 lektor i skogshushållning och matematik vid Skogsinstitutet. Åren 1902-1908 var han föreståndare den nyinrättade Statens skogsförsöksanstalt och 1909-1918 jägmästare i Stockholms revir. Han blev 1918 tillförordnad och 1919 ordinarie byråchef i Domänstyrelsen.
Maass företog 1903-1921 studieresor i ett flertal europeiska länder och publicerade uppsatser rörande skogsuppskattning och trädens tillväxt i "Tidskrift för skogshushållning", Meddelanden från Statens skogsförsöksanstalt i "Skogsvårdsföreningens tidskrift" och Tabell för träduppskattning (1908; andra upplagan 1911), Kubikinnehållet och formen hos tallen i Sverige (med tabell för träduppskattning, 1911) och Erfarenhetstabeller för tallen (1911).
Maass invaldes 1926 som ledamot av Lantbruksakademien.